# Ahöreli
Das Ahöreli ist eine Höhle in der Gemeinde Muotathal im Kanton Schwyz in der Schweiz, mit Eingang auf 1503 m ü. M.
Die Erstbegehung und Bearbeitung fand etwa 1992 durch die Höhlen-Gruppe Muotathal (HGM) statt. Die Höhle ist durch einen Eingangsschacht zugänglich, welcher teilweise durch Strassenbauarbeiten aufgefüllt wurde.

## Weblink / Quelle
- Ahöreli auf der Internetpräsenz der Höhlen-Gruppe Muotathal (HGM).